# عاشقتم لوسی (مجموعه تلویزیونی)
عاشقتم لوسی یک مجموعه تلویزیونی آمریکایی بود که بین سال‌های ۱۹۵۱ تا ۱۹۵۷ میلادی از شبکه سی‌بی‌اس پخش می‌گردید. این مجموعه مضمونی طنز داشت. در مجموعه تلویزیونی عاشقتم لوسی لوسیل بال در نقش لوسی ایفای نقش می‌کرد.
لوسی که زن خنگی بود همیشه درگیر در موقعیت‌های سخت و مضحک بود.
این مجموعه در ایران با عنوان ماجراهای لوسی پخش شده‌است.